# Favalello
Favalello är en kommun i departementet Haute-Corse på ön Korsika i Frankrike. Kommunen ligger i kantonen Bustanico som tillhör arrondissementet Corte. År 2022 hade Favalello 68 invånare.

## Befolkningsutveckling
Antalet invånare i kommunen Favalello
Referens:INSEE